# القصائد الشعبية القديمة
مجموعة من القصص الشعبية القديمة هو كتاب مجهول نُشر في 1723-1725 في ثلاثة مجلدات في لندن لروبرتس وليتش. كانت هذه هي المجموعة الاساسية الثانية من الأغاني الشعبية البريطانية التي تم نشرها، بعد مجموعة الطرافة والضحك،أو حبوب لتطهير الكآبة (التي نُشرت في 1719-1720).
تم النسب إلى امبروز فيليبس ذات مرة كمحرر، ولكن تم طعن ذلك منذ ذلك الحين. احتوى المجلد الأول على " تشيفي تشيس " و " اعتراف الملكة إليانور " و " معجزة سوفولك " و "بوني دندي". تشير مقدمة المجلد الثاني ان القراء استجابوا للمجلد الأول بإرسال بعض الأغاني النادرة إلى المحرر. المجلد الثاني يحتوي على عدد أقل من الأغاني الشعبية الحقيقية من المجلد الأول، وبدلاً من ذلك يحتوي على بعض المؤلفات الأدبية الواضحة. يوجد فيه " ابن التاجر " و "المتسول فينش اوف هول (نموذج أولي لـ " بنات نيويورك ")، "الريح قد عصفت على بلادي "، "بوني غراي - ايد مورون" وثلاث قصائد شعبية من روبن هود. المجلد الثالث هو الأكثر فقراً، ويحتوي على أغانٍ تاريخية طويلة عن ملوك إنجلترا، ومن الواضح أنها ليست مأخوذة من التقليد الشعبي. " The Baffled Knight " (أغنية الطفل 4) أصلية، وهناك أغنية لصيد الحيتان "رحلة جرينلاند ". توجد بضعة بنود اسكتلندية: " مكنسة علم الجهلاء "، " بيسي بيل وماري جراي "، "ميرلاند ويلي" و " رجل جابرلونزي ". تحتوي المجموعة أيضًا على "التاجر والمتسولة" و "أنت كنت عيناي " (سجلتها مادي بريور لاحقًا).
في غضون عام من نشر المجلد الأول، أُوحيَ إلى الآن رامزي لنشر كتابه «منوعات مائدة الشاي» (1724) في إدنبرة. «مجموعة قصائد شعبية قديمة» هي أول مجموعة مطبوعة لاستهداف الأغاني التي كانت بالفعل اغاني شعبية قديمة، ولكن لا توجد ايقاعات للنصوص الـ 159. في حالات قليلة يشار إلى أسماء الألحان.

## فهرس
- ناشرو الموسيقى والطابعات والنقاشون البريطانيون بقلم فرانك كيدزون
- القصيدة والادب الشعبي بقلم ديفيد بوشان (1972)
- قصيدة تاريخ إنجلترا بواسطة روي بالمر (1979)
- صائدو الأغاني الفيكتوريون بواسطة E David Gregory (2006)

## روابط خارجية
- http://partners.nytimes.com/books/first/f/filene-folk.html
- http://www.stefan-szczelkun.org.uk/taste/Chapter4-Sharp.html
- http://www.lib.virginia.edu/small/exhibits/music/ballads.html

«التاجر والخادمة المتسول»
- http://www.kinglaoghaire.com/site/lyrics/song_277.html
- http://mysongbook.de/msb/songs/b/beggarwe.html

«كنت عيناي»
- http://www.gaudela.net/prior/hang_up_sorrow.html
- http://www.serendipitybooks.com/brooks.html

1. ↑  R. S. Thomson,‘The Development of the Broadside Ballad Trade and its Influence upon the Transmission of English Ballads’, (unpublished doctoral thesis, Cambridge University, 1974 pp.108-111